# Ophiothrix tricuspida
Ophiothrix tricuspida is een slangster uit de familie Ophiotrichidae.
De wetenschappelijke naam van de soort werd in 1978 gepubliceerd door Gustave Cherbonnier & Alain Guille.